# Appalachia arcana
Appalachia arcana е вид насекомо от семейство Acrididae. Видът е световно застрашен, със статут Уязвим.

## Разпространение
Разпространен е в САЩ.